# Scaphinotus bilobus
Scaphinotus bilobus är en skalbaggsart som beskrevs av Thomas Say 1825. Scaphinotus bilobus ingår i släktet Scaphinotus och familjen jordlöpare. Inga underarter finns listade i Catalogue of Life.